# Car Mechanic Simulator 2014
Car Mechanic Simulator 2014 – komputerowa gra symulacyjna z serii Car Mechanic Simulator stworzona przez Red Dot Games i wydana przez PlayWay w 2014 roku w wersji na komputery osobiste oraz na smartfony z systemem Android i iOS.

## Rozgrywka
Gra jest ukazana z perspektywy pierwszej osoby. Gracz wcielający się w mechanika samochodowego ma możliwość swobodnego poruszania się po warsztacie. Gra zamiast standardowego systemu zdobywania doświadczenia, oferuje rozgrywkę podzieloną na zlecenia polegające na lokalizacji usterek w samochodach, a następnie naprawie zepsutych części, bądź wymianie na nowe podzespoły.

## Media
Car Mechanic Simulator 2014 zebrał dobre recenzje wśród krytyków (ocena 61% według Metacritic).

## Rozszerzenia
Gra oferuje dwa rozszerzenia, w których gracz dostaje dodatkowe pojazdy do naprawy, oraz dodatkowe opcje rozgrywki:
- 4X4 Expansion Pack dostarcza dwadzieścia nowych zleceń na samochody z napędem na 4 koła. W dodatku pojawiają się nowe części zamienne takie jak specjalne amortyzatory, wały napędowe czy tłumiki.
- 1/4 Mile Expansion Pack dodaje nowy tor testowy, na którym można sprawdzać osiągi naprawionych pojazdów.